# ضريح أبو الحسن الخرقاني
ضريح أبو الحسن الخرقاني (بالفارسية: آرامگاه شیخ ابوالحسن خرقانی) ضريح تاريخي يعود إلى القرن الخامس الهجري في وقت الدولة الإلخانية، ويقع في شاهرود. هذا المبنى هو قبر أبو الحسن الخرقاني.